# ألفرد هولمز وايت
ألفرد هولمز وايت (بالإنجليزية: Alfred Holmes White)‏ هو مهندس أمريكي، ولد في 28 أبريل 1873 في بيوريا في الولايات المتحدة، وتوفي في 25 أغسطس 1953.